# Gelbes Windröschen
Das Gelbe Windröschen (Anemone ranunculoides) ist eine Pflanzenart aus der Gattung der Windröschen (Anemone) in der Familie der Hahnenfußgewächse (Ranunculaceae). Das Artepitheton kommt vom lateinischen Wort ranunculus = Hahnenfuß und bezieht sich auf die hahnenfußähnlichen Blüten.
Das gelbe Windröschen kommt vor allem in basenreichen Laubwäldern vor. Es ist allgemein seltener zu finden als das nahe verwandte Buschwindröschen, wächst dann aber gesellig.

## Beschreibung

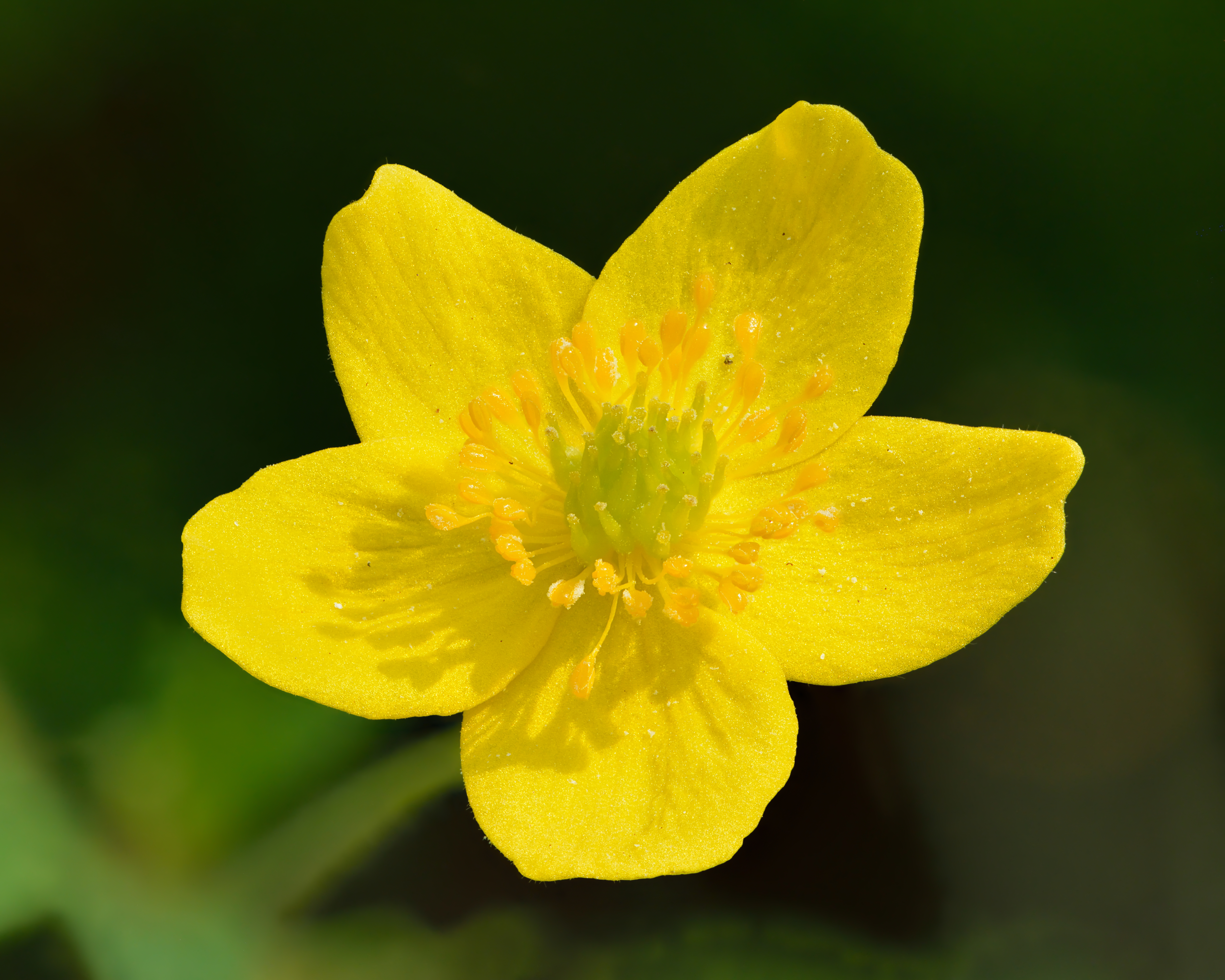
Blüte

Die ausdauernde krautige Pflanze bildet einen 10 bis 30 Zentimeter hohen, aufrechten Blütenstängel. Zur Blütezeit zwischen März/April und Mai fehlen grundständige Blätter. Jedoch sitzen am Stängel in einem Quirl (Wirtel) drei kurz- oder ungestielte, jeweils dreiteilig eingeschnittene, gezähnte Hochblätter. Während das Buschwindröschen nur eine Blüte (selten zwei) pro Pflanze entwickelt, werden beim Gelben Windröschen ein bis drei (meist zwei) Blüten pro Pflanze gebildet. Die Blüte hat fünf gelbe Perigonblätter und zahlreiche Staubblätter. 
Als Scheibenblume mit leicht zugänglichem Nektar wird sie von kurzrüsseligen Bienen, Schwebfliegen und Käfern bestäubt.
Durch das Angebot von Lock- und Futterstoffen in einem nährstoffreichen Anhängsel der Früchte, dem Elaiosom, werden Ameisen angelockt, die die Samen verschleppen und dadurch verbreiten. Diese Form der Verbreitung heißt Myrmecochorie.
Die Chromosomenzahl beträgt 2n = 32 oder 30.

## Giftigkeit
Das Gelbe Windröschen ist in allen Teilen giftig. Hauptwirkstoffe sind Protoanemonin, das anscheinend beim Trocknen unwirksam wird, und andere unbekannte Giftstoffe. Vergiftungserscheinungen sind: Übelkeit, Durchfall, Blutungsneigung und Nierenschädigung. Die tödliche Dosis liegt bei 30 Pflanzen.

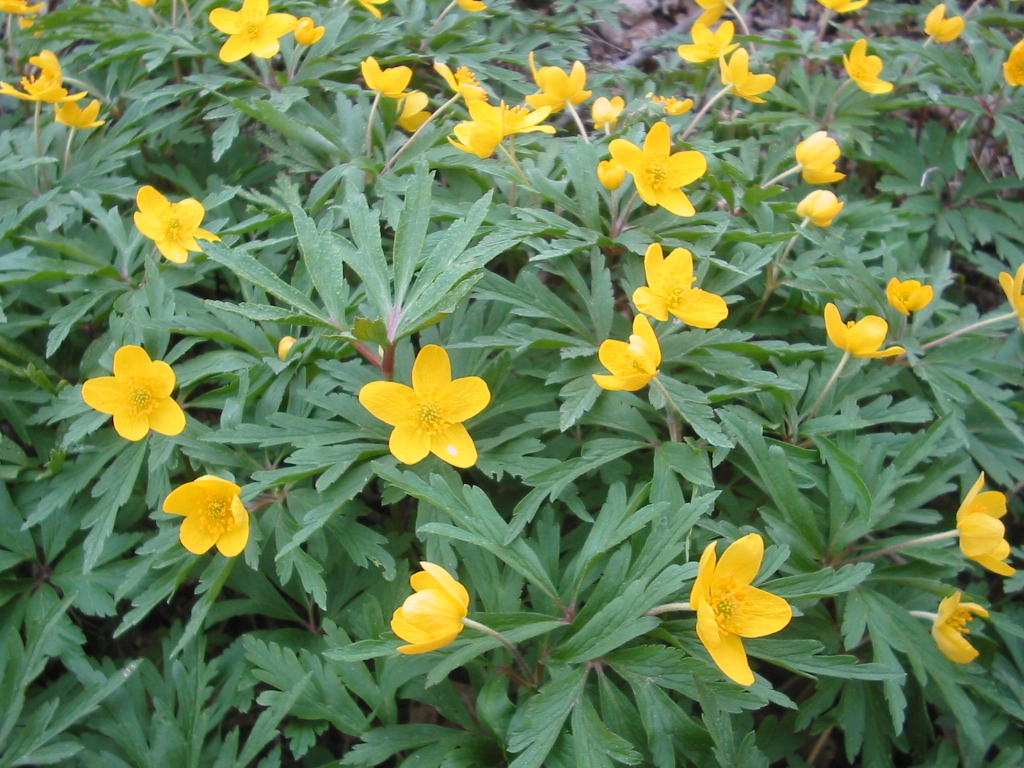
Gelbes Windröschen (Anemone ranunculoides)

## Vorkommen
Das Verbreitungsgebiet umfasst größere Teile im eher kontinentalen Europa, das Gelbe Windröschen fehlt auf den Britischen Inseln und entlang der Atlantikküste. Östlich ist es bis zum Kaspischen und Schwarzen Meer sowie im Kaukasus zu finden. Nahe verwandte Arten besiedeln Asien. Es wächst von der Ebene bis in mittlere Gebirgslagen (in Österreich bis 1350 m NN). Innerhalb Deutschlands ist eine großräumige Verbreitungslücke im nordwestdeutschen Tiefland vorhanden, während die kalkhaltigere, frühsommerwärmere Jungmoränenlandschaft Nordostdeutschlands sowie entsprechende Mittelgebirgsregionen in der Mitte und im Süden etwas stetiger besiedelt sind.
In den Allgäuer Alpen steigt es in Bayern nördlich von Warth auf der Haldenwanger Alpe nahe der Speicherhütte bis zu 1580 m Meereshöhe auf.
Die ökologischen Zeigerwerte nach Landolt et al. 2010 sind in der Schweiz: Feuchtezahl F = 3 (mäßig feucht), Lichtzahl L = 2 (schattig), Reaktionszahl R = 3 (schwach sauer bis neutral), Temperaturzahl T = 4 (kollin), Nährstoffzahl N = 4 (nährstoffreich), Kontinentalitätszahl K = 4 (subkontinental).
Das Gelbe Windröschen ist ein typischer Frühjahrsgeophyt, der die Krautschicht in Wäldern bildet, während die Bäume im Frühling noch kein Laub tragen. Insbesondere werden sickerfrische bis feuchte, nährstoff-, basen- und kalkreiche, tiefgründige, lehmige Mullböden in Buchen-Mischwäldern, Eichen-Hainbuchenwäldern, Auen- und Schluchtwäldern, regional auch in Erlen-Eschenwäldern sowie selten in Wiesen besiedelt. Es gedeiht in Gesellschaften der Verbände Alno-Ulmion, Carpinion, Fagion oder Tilio-Acerion.
Das Gelbe Windröschen gilt als ökologisch anspruchsvoller hinsichtlich der Standortgegebenheiten als das Buschwindröschen, mit dem es syntop vorkommen kann.

## Trivialnamen
Für das Gelbe Windröschen sind oder waren, zum Teil nur regional, auch die Bezeichnungen Geelögschen (Schlesien), Goldhähnchen (Pommern, Schlesien), geele Haselblumen (Ostpreußen), gelbe Storchblumen (Mark Brandenburg), geele Waldhenle, gelbe Waldveilchen (Schlesien) und gelbe Waldviolen (Ostpreußen) gebräuchlich.

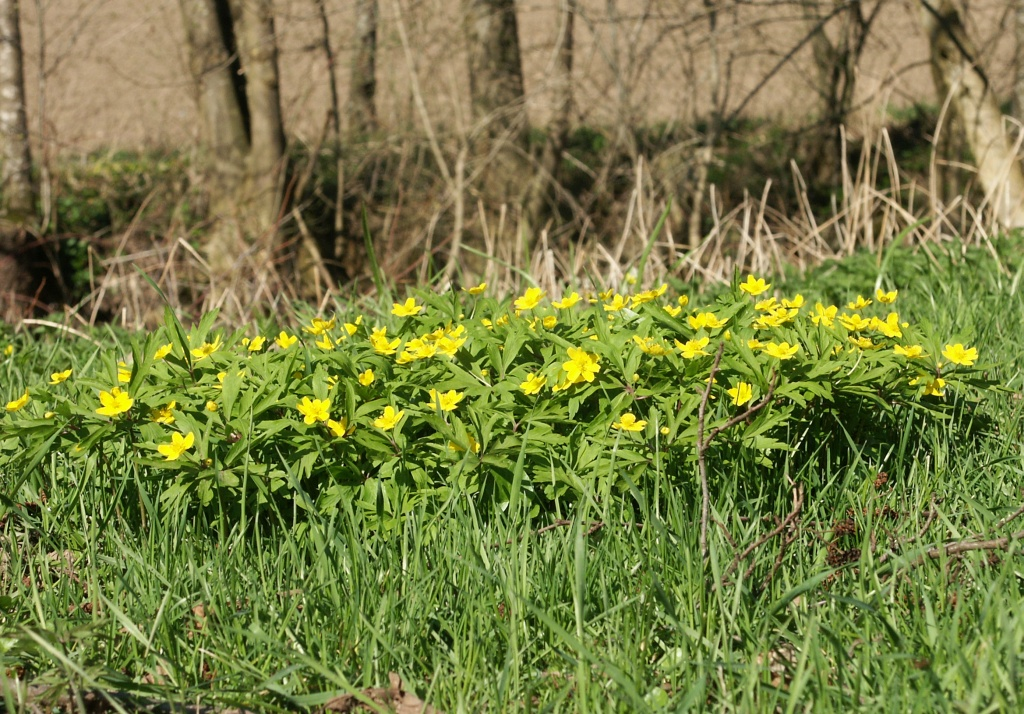
Gelbes Windröschen auf einer Wiese im Tal der Bühler in Baden-Württemberg

## Sonstiges
Die Art ist durch Teilung leicht zu vermehren und wird wegen ihrer Pflegeleichtigkeit auch in Gärten in der Nähe von Büschen oder Bäumen gepflanzt.
Treten das Gelbe Windröschen und das Buschwindröschen im selben Habitat auf, kommt es in seltenen Fällen zu Hybriden mit einer blassgelben Blütenfarbe. Die Hybride trägt den botanischen Namen Anemone × seemenii. Synonyme Bezeichnungen sind Anemone × intermedia (Bastard-Windröschen) oder Anemone × lipsiensis Beck (Leipziger Windröschen).
Unter letzterer Bezeichnung, die auf mehrere Vorkommen in der Nähe von Leipzig zurückgeht, ist die Pflanze auch im Gartenhandel erhältlich.
Das Gelbe Windröschen ist eine der Raupen-Futterpflanzen für den Anemonen-Blattspanner (Perizoma didymata LINNAEUS, 1758).